# José Ramón López
José Ramón López (n. 22 noiembrie 1950, Ceuta, Spania) este un canoist ce a reprezentat Spania, medaliat olimpic. A participat la o ediție a Jocurilor Olimpice (1976) în care a câștigat o medalie de argint.

## Participări
Lista de mai jos prezintă principalele competiții la care a participat José Ramón López de-a lungul carierei.
- canoeing at the 1976 Summer Olympics – men's K-4 1000 metres[*]